# Covilhã
Covilhã (czyt. [kuwille]) – miejscowość w Portugalii, leżąca w dystrykcie Castelo Branco, w regionie Centrum w podregionie Cova da Beira. Miejscowość jest siedzibą gminy o tej samej nazwie, obejmującej powierzchnię 556,43 km². Święto gminy przypada na 20 października.

## Demografia
| Liczba ludności gminy Covilhã (1801–2011) | Liczba ludności gminy Covilhã (1801–2011) | Liczba ludności gminy Covilhã (1801–2011) | Liczba ludności gminy Covilhã (1801–2011) | Liczba ludności gminy Covilhã (1801–2011) | Liczba ludności gminy Covilhã (1801–2011) | Liczba ludności gminy Covilhã (1801–2011) | Liczba ludności gminy Covilhã (1801–2011) | Liczba ludności gminy Covilhã (1801–2011) | Liczba ludności gminy Covilhã (1801–2011) |
| ----------------------------------------- | ----------------------------------------- | ----------------------------------------- | ----------------------------------------- | ----------------------------------------- | ----------------------------------------- | ----------------------------------------- | ----------------------------------------- | ----------------------------------------- | ----------------------------------------- |
| 1801                                      | 1849                                      | 1900                                      | 1930                                      | 1960                                      | 1981                                      | 1991                                      | 2001                                      | 2004                                      | 2011                                      |
| 21 293                                    | 22 078                                    | 44 427                                    | 49 934                                    | 72 957                                    | 60 945                                    | 53 999                                    | 54 505                                    | 53 501                                    | 51 797                                    |

Liczba mieszkańców miasta Covilhã na rok 2004 wynosiła 36 723 obywateli.

## Krótki opis
Covilhã, określana również jako „miasto wełny i śniegu”, jest jednym z najważniejszych skupisk ludności historycznego regionu Beira Interior. Niewielka odległość miasta od najwyższej góry w części lądowej Portugalii – Torre (1993 m n.p.m.) sprawia, że jest ono niezwykle atrakcyjnym miejscem dla miłośników turystyki górskiej, wspinaczek i narciarzy.

## Sołectwa
Sołectwa gminy Covilhã (ludność wg stanu na 2011 r.):
- Aldeia de São Francisco de Assis (632 osoby)
- Aldeia do Souto (240)
- Barco (473)
- Boidobra (3246)
- Canhoso (2237)
- Cantar-Galo (2233)
- Casegas (425)
- Conceição (7175)
- Cortes do Meio (884)
- Coutada (406)
- Dominguizo (1119)
- Erada (709)
- Ferro (1700)
- Orjais (806)
- Ourondo (372)
- Paul (1624)
- Peraboa (953)
- Peso (737)
- Santa Maria (3220)
- São Jorge da Beira (633)
- São Martinho (4165)
- São Pedro (2225)
- Sarzedo (130)
- Sobral de São Miguel (418)
- Teixoso (4360)
- Tortosendo (5624)
- Unhais da Serra (1398)
- Vale Formoso (574)
- Vales do Rio (674)
- Verdelhos (664)
- Vila do Carvalho (1741)